# Michael Lockett
Michael Lockett (* 11. Juni 1980 in Monifieth, Schottland; † 21. September 2009 in der Provinz Helmand, Afghanistan) war ein britischer Soldat im Rang eines Sergeant. 2008 wurde er mit dem Military Cross ausgezeichnet. 
Lockett meldete sich 1996 zum Worcestershire and Sherwood Foresters Regiment, wo er zum Maschinengewehrschützen ausgebildet wurde. Er diente in Bosnien, Nordirland und Afghanistan. Am 8. September 2007 geriet er, damals im Rang eines Corporal, im Bezirk Garmsir mit seinem Platoon der A Company, 2nd Battalion, Mercian Regiment in ein heftiges Feuergefecht mit Taliban-Kämpfern. Dabei wurden zwei britische Soldaten getötet und sieben teils schwer verletzt. Für die Tapferkeit, mit der er versuchte, einen gefallenen Kameraden zu bergen, wurde er am 25. Juni 2008 von Königin Elisabeth II. mit dem Military Cross ausgezeichnet. Bei seinem dritten Einsatz in Afghanistan kam er am 21. September 2009, wenige Tage vor seiner Ablösung aus dem Kampfgebiet, durch die Detonation eines Sprengsatzes im Bezirk Gerishk ums Leben. Er war der 217. britische Soldat, der seit 2001 in Afghanistan getötet wurde, und der erste Träger des Military Cross seit dem Zweiten Weltkrieg, der in einem späteren Einsatz gefallen ist. 
Lockett wurde am 14. Oktober 2009 auf dem Friedhof der Cathcart Old Parish Church in Glasgow beigesetzt. Er hinterlässt drei Kinder.